# اکسی‌کدون
اکسی‌کدون (به انگلیسی: Oxycodone) یک داروی ضددرد قوی اپیویدی است که برای کاهش دردهای متوسط تا شدید پس از جراحی و جراحت های شدید بکار می‌رود. این دارو گاه به تنهایی و گاه درترکیب با داروی استامینوفن (نام تجاری Percoset)بکار می‌رود. اثر تسکین درد معمولاً در عرض پانزده دقیقه شروع می‌شود و با فرمولاسیون سریع رهش تا شش ساعت طول می‌کشد. در بریتانیا، آن را به صورت تزریقی نیز در دسترس گذاشته‌اند. محصولات ترکیبی اکسی کدون با پاراستامول (استامینوفن)، ایبوپروفن، نالوکسان، نالترکسون و آسپرین نیز موجود است.

## عوارض جانبی
وابستگی و اعتیاد به آن، خواب آلودگی، تضعیف رفلکس سرفه، از دست دادن آب بدن، کاهش فشار خون، یبوست، تهوع، استفراغ و ضایعات جلدی. عوارض جانبی رایج اکسی کدون شامل یبوست (۲۳٪)، حالت تهوع (۲۳٪)، استفراغ (۱۲٪)، خواب‌آلودگی (۲۳٪)، سرگیجه (۱۳٪)، خارش (۱۳٪)، خشکی دهان (۶٪) و عرق کردن (۵٪) است. عوارض جانبی کمتر رایج (که کمتر از ۵٪ بیماران تجربه می‌کنند) شامل از دست دادن اشتها، عصبی بودن، درد شکم، اسهال، احتباس ادرار، تنگی نفس، و سکسکه. اکثر عوارض جانبی عموماً با گذشت زمان کاهش پیدا می‌کنند، اگرچه مشکلات مربوط به یبوست احتمالاً در طول مدت استفاده ادامه خواهند داشت. اکسی کدون در ترکیب با نالوکسان در قرص‌های ترکیبی، برای جلوگیری از سوء مصرف و کاهش «یبوست ناشی از مواد افیونی» ساخته شده‌است.

## وابستگی
اگر بیمار از نظر جسمی وابسته شده باشد و اکسی کدون را به‌طور ناگهانی قطع کند، خطر تجربه علائم شدید ترک زیاد است. از نظر پزشکی، زمانی که دارو به‌طور منظم در یک دوره طولانی مصرف شود، به تدریج و نه ناگهانی قطع می‌شود. افرادی که به‌طور منظم از اکسی کدون به صورت تفریحی یا با دوزهای بالاتر از تجویز شده استفاده می‌کنند، در معرض خطر علائم شدید ترک هستند. علائم ترک اکسی کدون، مانند سایر مواد افیونی، ممکن است شامل «اضطراب، حمله پانیک، حالت تهوع، بی خوابی، درد عضلانی، ضعف عضلانی، تب، و سایر علائم مشابه آنفولانزا» باشد.
علائم ترک همچنین در نوزادانی که مادرانشان در دوران بارداری اکسی کدون تزریقی یا خوراکی مصرف کرده بودند، گزارش شده‌است.

## اوردوز
پادزهر
در صورت وقوع اوردوز، نالوکسان تاثیرات این دارو و سایر مخدر های اپیویدی را خنثی میکند و از ایست تنفسی و فشار خون پائین جلوگیری میکند. نالوکسان نیمه عمر کوتاهی دارد و باید چندین بار هر ۳ تا ۴ ساعت یک بار به صورت وریدی تزریق شود تا تأثیرات مخدر باز نگردد.
در صورت مصرف بیش از اندازه یا در افرادی که مقاوتشان نسبت به مواد افیونی پایین است، اکسی کدون می‌تواند باعث کم شدن ژرفای تنفس، کند شدن تپش قلب، سرد و مرطوب شدن پوست، توقف تنفس، فشار خون پایین، مردمک‌تنگی، اختلال در گردش خون، ایست قلبی و مرگ شود.
در سال ۲۰۱۱ اکسی کدون عامل اصلی مرگ و میر ناشی از مواد مخدر در ایالات متحدهٔ آمریکا بود. با این حال از سال ۲۰۱۲ به این‌سو هروئین و فنتانیل دلایل شایع مرگ و میر ناشی از مخدر در آن کشور بوده‌اند.

## مصارف پزشکی

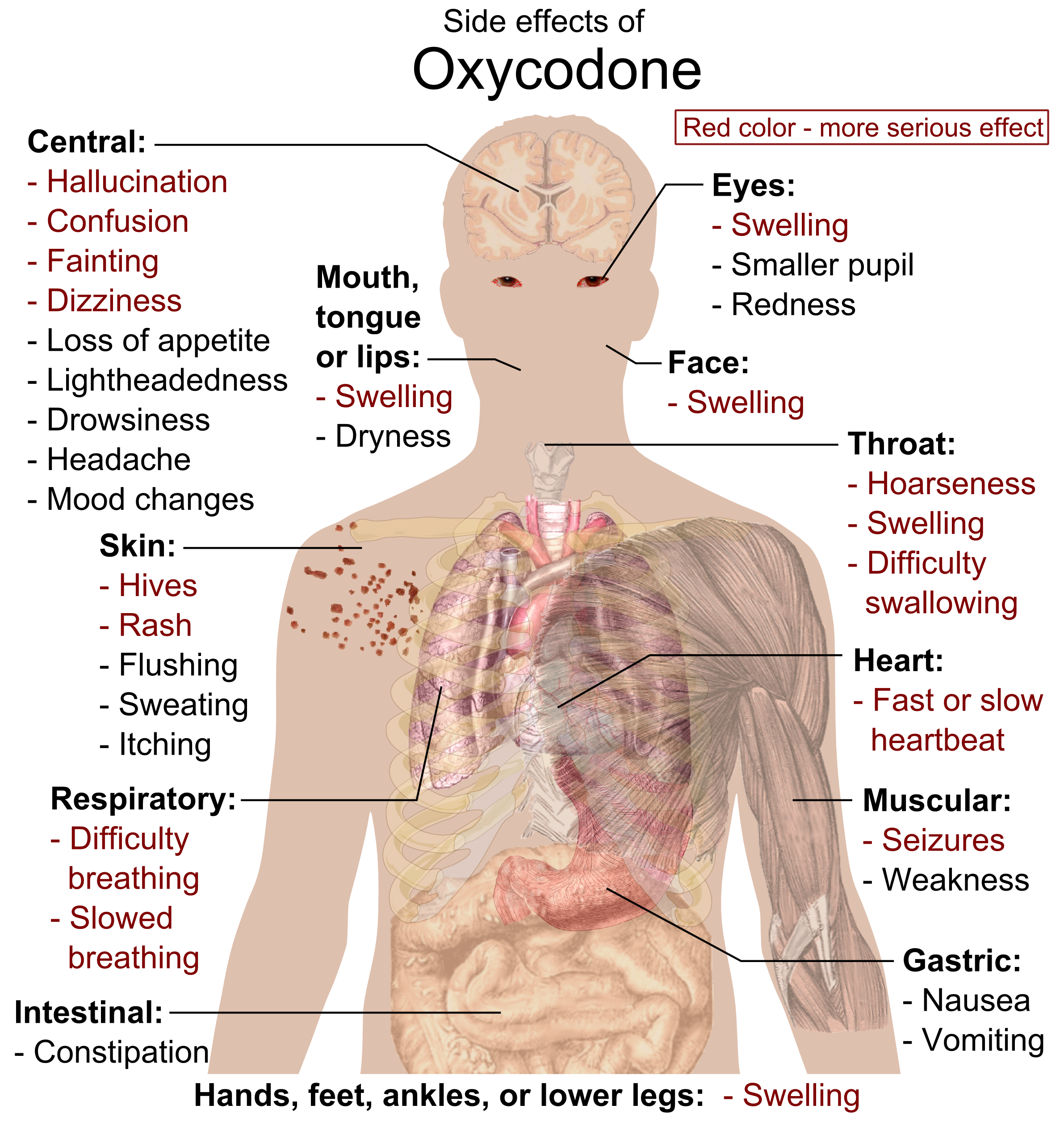
عوارض جانبی اکسی کدون

اکسی کدون برای مدیریت درد حاد یا مزمن، متوسط تا شدید زمانی که سایر درمان‌ها مؤثر نیستند استفاده می‌شود. ممکن است کیفیت زندگی را در انواع خاصی از درد بهبود بخشد. مشخص نیست که آیا استفاده در درد مزمن منجر به بهبود کیفیت زندگی یا تسکین مداوم درد می‌شود یا خیر.
اکسی کدون به عنوان یک قرص آهسته رهش در دسترس است که هر ۱۲ ساعت مصرف می‌شود. یک مطالعه در ژوئیه ۱۹۹۶ توسط Purdue Pharma، سازنده دارو، نشان داد که فرمول رهش آهسته دارای مدت اثر متغیری از ۱۰ تا ۱۲ ساعت است. یک بررسی در سال ۲۰۰۶ نشان داد که اکسی کدون با رهش آهسته در مدیریت درد سرطانی متوسط تا شدید با اکسی کدون رهش سریع، مورفین و هیدرومورفون قابل مقایسه است و عوارض جانبی کمتری نسبت به مورفین دارد. نویسنده نتیجه گرفت که فرم رهش آهسته جایگزین معتبری برای مورفین و یک درمان خط اول برای درد سرطان است در سال ۲۰۱۴، انجمن اروپایی مراقبت تسکینی اکسی کدون خوراکی را به عنوان جایگزین خط دوم برای مرفین خوراکی برای درد سرطان توصیه کرد.
در ایالات متحده، اکسی کدون با رهش آهسته برای استفاده در کودکان از سن یازده سالگی تأیید شده‌است. موارد استفاده تأیید شده برای تسکین درد سرطان، درد ناشی از ضربه، یا درد ناشی از جراحی بود. در کودکانی که قبلاً تحت درمان با مواد افیونی قرار گرفته‌اند، می‌توانند حداقل ۲۰ میلی‌گرم اکسی کدون را در روز تحمل کنند. این یک جایگزین برای        فنتانیل، تنها ضددرد افیونی آهسته رهش تأیید شده برای کودکان است.